# Weltrekorde bei den Olympischen Sommerspielen 2024
Bei den Olympischen Sommerspielen 2024 in Paris wurden 20 Weltrekorde verbessert bzw. eingestellt. Davon waren fünf im Bahnradsport, vier im Schwimmen, drei in der Leichtathletik, zwei im Gewichtheben, zwei im Modernen Fünfkampf, zwei im Sportklettern, einer im Bogenschießen und einer im Schießen.

## Bogenschießen
| Wettkampf      | Datum         | Weltrekord | Weltrekordhalter | Ex-Weltrekord | Ex-Weltrekordhalter | Datum, Ort                                   |
| -------------- | ------------- | ---------- | ---------------- | ------------- | ------------------- | -------------------------------------------- |
| Einzel, Frauen | 25. Juli 2024 | 694 Ringe  | Lim Si-hyeon     | 692 Ringe     | Kang Chae-young     | 10. Juni 2019, ’s-Hertogenbosch, Niederlande |

## Gewichtheben
| Wettkampf                | Datum          | Weltrekord         | Weltrekordhalter | Ex-Weltrekord | Ex-Weltrekordhalter | Datum, Ort                     |
| ------------------------ | -------------- | ------------------ | ---------------- | ------------- | ------------------- | ------------------------------ |
| Männer, Klasse bis 89 kg | 9. August 2024 | 404 kg (Zweikampf) | Karlos Nassar    | 396 kg        | Li Dayin            | 23. Mai 2023, Jinju, Südkorea  |
| Männer, Klasse bis 89 kg | 9. August 2024 | 224 kg (Stoßen)    | Karlos Nassar    | 223 kg        | Karlos Nassar       | 19. Dezember 2023, Doha, Katar |

## Leichtathletik
| Disziplin               | Datum          | Weltrekord  | Weltrekordhalter                                                           | Ex-Weltrekord | Ex-Weltrekordhalter                                                          | Datum, Ort                        |
| ----------------------- | -------------- | ----------- | -------------------------------------------------------------------------- | ------------- | ---------------------------------------------------------------------------- | --------------------------------- |
| 4 × 400 m Mixed-Staffel | 2. August 2024 | 3:07,41 min | Vereinigte StaatenVernon Norwood Shamier Little Bryce Deadmon Kaylyn Brown | 3:08,80 min   | Vereinigte StaatenJustin Robinson Rosey Effiong Matthew Boling Alexis Holmes | 19. August 2023, Budapest, Ungarn |
| Stabhochsprung, Männer  | 5. August 2024 | 6,25 m      | Armand Duplantis                                                           | 6,24 m        | Armand Duplantis                                                             | 20. April 2024, Xiamen, China     |
| 400 m Hürden, Frauen    | 8. August 2024 | 50,37 s     | Sydney McLaughlin-Levrone                                                  | 50,65 s       | Sydney McLaughlin-Levrone                                                    | 30. Juni 2024, Eugene, USA        |

## Moderner Fünfkampf
| Wettkampf | Datum           | Weltrekord  | Weltrekordhalter | Ex-Weltrekord | Ex-Weltrekordhalter | Datum, Ort                      |
| --------- | --------------- | ----------- | ---------------- | ------------- | ------------------- | ------------------------------- |
| Männer    | 10. August 2024 | 1555 Punkte | Ahmed El-Gendy   | 1551 Punkte   | Csaba Bőhm          | 15. Juni 2024, Zhengzhou, China |
| Frauen    | 11. August 2024 | 1461 Punkte | Michelle Gulyás  | 1443 Punkte   | Alice Sotero        | 1. Juli 2023, Krakau, Polen     |

## Radsport
| Disziplin                      | Datum          | Weltrekord   | Weltrekordhalter                                                  | Ex-Weltrekord | Ex-Weltrekordhalter                                                 | Datum, Ort                              |
| ------------------------------ | -------------- | ------------ | ----------------------------------------------------------------- | ------------- | ------------------------------------------------------------------- | --------------------------------------- |
| Teamsprint, Frauen             | 5. August 2024 | 45,186 s     | Großbritannien Katy Marchant Sophie Capewell Emma Finucane        | 45,487 s      | ChinaGuo Yufang Bao Shanju Yuan Liying                              | 26. Juni 2024, Luoyang, China           |
| Teamsprint, Männer             | 6. August 2024 | 40,949 s     | NiederlandeRoy van den Berg Harrie Lavreysen Jeffrey Hoogland     | 41,225 s      | NiederlandeJeffrey Hoogland Harrie Lavreysen Roy van den Berg       | 26. Februar 2020, Berlin, Deutschland   |
| Mannschaftsverfolgung, Männer  | 6. August 2024 | 3:40,730 min | AustralienOliver Bleddyn Conor Leahy Kelland O’Brien Sam Welsford | 3:42,032 min  | ItalienSimone Consonni Filippo Ganna Francesco Lamon Jonathan Milan | 4. August 2021, Tokio, Japan            |
| 200 m fliegender Start, Männer | 7. August 2024 | 9,088 s      | Harrie Lavreysen                                                  | 9,100 s       | Nicholas Paul                                                       | 6. September 2019, Cochabamba, Bolivien |
| 200 m fliegender Start, Frauen | 9. August 2024 | 10,029 s     | Lea Sophie Friedrich                                              | 10,154 s      | Kelsey Mitchell                                                     | 5. September 2019, Cochabamba, Bolivien |

Im Verlauf der Wettkämpfe wurden einige Rekorde mehrfach verbessert. Nach dem Regelwerk des Bahnradsports zählt jedoch nur der Rekord am Ende des Tages; siehe auch Liste der Weltrekorde im Bahnradsport.

## Schießen
| Disziplin    | Datum          | Weltrekord       | Weltrekordhalter                      | Anmerkung               |
| ------------ | -------------- | ---------------- | ------------------------------------- | ----------------------- |
| Skeet, Mixed | 5. August 2024 | 149 Wurfscheiben | ItalienDiana Bacosi Gabriele Rossetti | Weltrekord eingestellt. |

## Schwimmen
| Disziplin               | Datum          | Weltrekord   | Weltrekordhalter                                                    | Ex-Weltrekord | Ex-Weltrekordhalter                                                 | Datum, Ort                                     |
| ----------------------- | -------------- | ------------ | ------------------------------------------------------------------- | ------------- | ------------------------------------------------------------------- | ---------------------------------------------- |
| 100 m Freistil, Männer  | 31. Juli 2024  | 46,40 s      | Pan Zhanle                                                          | 46,80 s       | Pan Zhanle                                                          | 11. Februar 2024, Doha, Katar                  |
| 4 × 100 m Lagen, Mixed  | 3. August 2024 | 3:37,43 min  | Vereinigte StaatenRyan Murphy Nic Fink Gretchen Walsh Torri Huske   | 3:37,58 min   | GroßbritannienKathleen Dawson Adam Peaty James Guy Anna Hopkin      | 31. Juli 2021, Tokio, Japan                    |
| 1500 m Freistil, Männer | 4. August 2024 | 14:30,67 min | Robert Finke                                                        | 14:31,02 min  | Sun Yang                                                            | 4. August 2012, London, Vereinigtes Königreich |
| 4 × 100 m Lagen, Lagen  | 4. August 2024 | 3:49,63 min  | Vereinigte StaatenRegan Smith Lilly King Gretchen Walsh Torri Huske | 3:50,40 min   | Vereinigte StaatenRegan Smith Lilly King Kelsi Dahlia Simone Manuel | 28. Juli 2019, Gwangju, Südkorea               |

## Sportklettern
| Disziplin     | Datum          | Weltrekord | Weltrekordhalter    | Ex-Weltrekord | Ex-Weltrekordhalter | Datum, Ort                       |
| ------------- | -------------- | ---------- | ------------------- | ------------- | ------------------- | -------------------------------- |
| Speed, Frauen | 5. August 2024 | 6,06 s     | Aleksandra Mirosław | 6,24 s        | Aleksandra Mirosław | 15. September 2023, Rom, Italien |
| Speed, Männer | 8. August 2024 | 4,74 s     | Samuel Watson       | 4,79 s        | Samuel Watson       | 12. April 2024, Wujiang, China   |